# Partie relativement compacte
En mathématiques, une partie relativement compacte d'un espace topologique X est un sous-ensemble Y de X inclus dans une partie compacte de X (pour la topologie induite). Dans la littérature française, un compact est supposé séparé. Si X est séparé, alors une partie de X est relativement compacte (si et) seulement si son adhérence est compacte,.
Dans un espace métrisable X, une partie Y est relativement compacte si et seulement si toute suite dans Y possède une sous-suite qui converge dans X.
Une partie d'un espace métrique complet est relativement compacte si et seulement si elle est précompacte.
En particulier dans ℝn, les parties relativement compactes sont les parties bornées.